# إريك مارشان
إريك مارشان (بالفرنسية: Erik Marchand)‏ هو مغني فرنسي، ولد في 1955 في باريس في فرنسا.

## وصلات خارجية
- إريك مارشان على موقع ميوزك برينز (الإنجليزية)
- إريك مارشان على موقع أول ميوزيك (الإنجليزية)
- إريك مارشان على موقع ديسكوغز (الإنجليزية)